# Krigsåret 2011

## Pågående krig
- Afghanistankriget (2001-)[1]

- Darfurkonflikten (2003-)

- Colombiakonflikten (1964-)

- Irakkriget (2003–)
  - Irak på ena sidan
  - USA, Storbritannien med flera på andra sidan

- Upproret i Syrien (2011- )